# Vienne (dopływ Loary)
Vienne – rzeka w zachodniej Francji, przepływająca przez tereny departamentów Haute-Vienne, Vienne, Creuse, Corrèze, Charente oraz Indre i Loara, o długości 372 km. Stanowi lewy dopływ rzeki Loary.
Rzeka wypływa ze źródeł na płaskowyżu Millevaches, u stóp góry Mont Audouze, następnie płynie przez wyżynę Limousin w Masywie Centralnym, wschodnią część Bramy Poitou i południową część Basenu Loary, a do Loary uchodzi w miejscowości Candes-Saint-Martin.

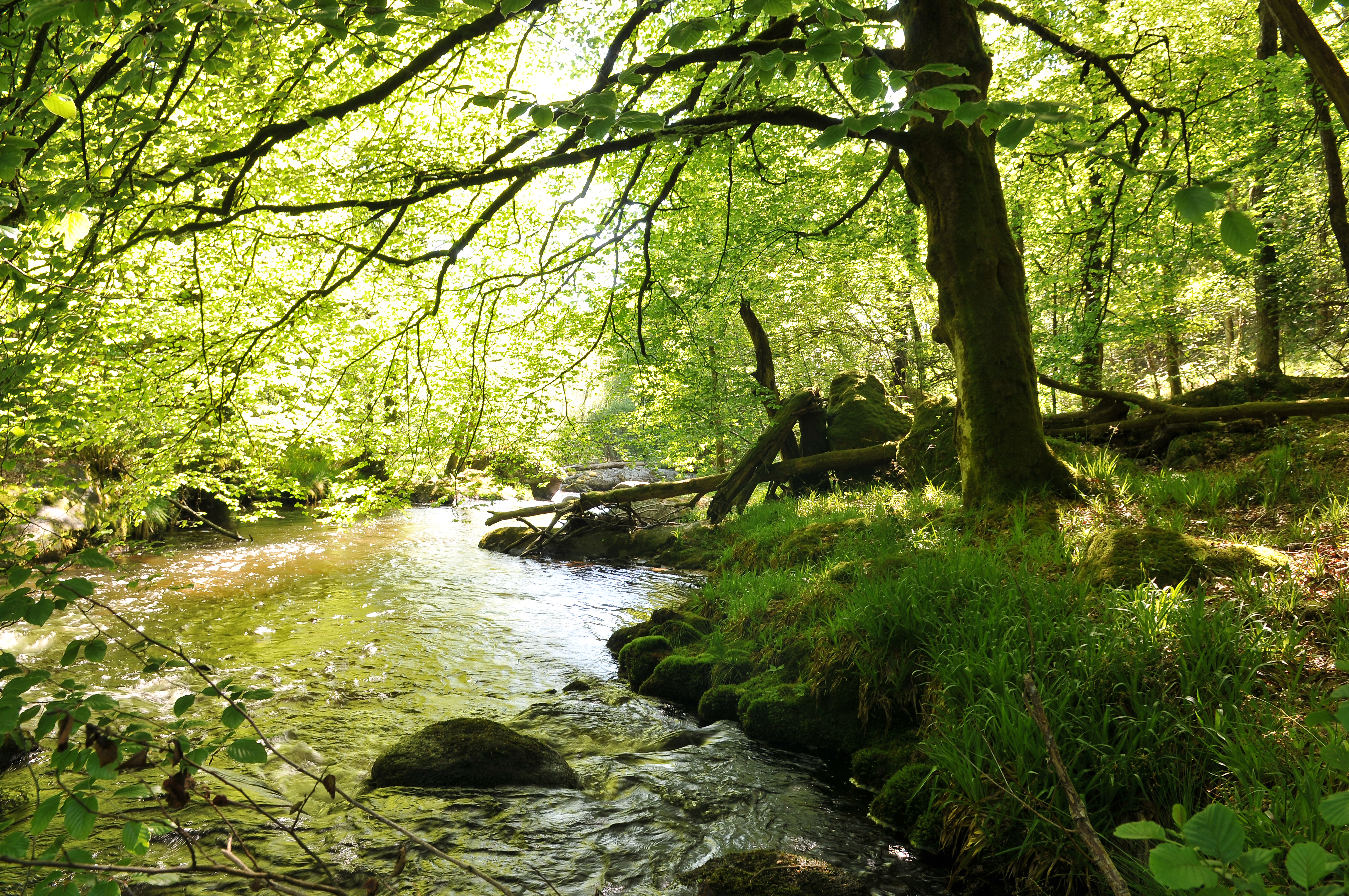
Vienne między Tarnac, a Rempnat

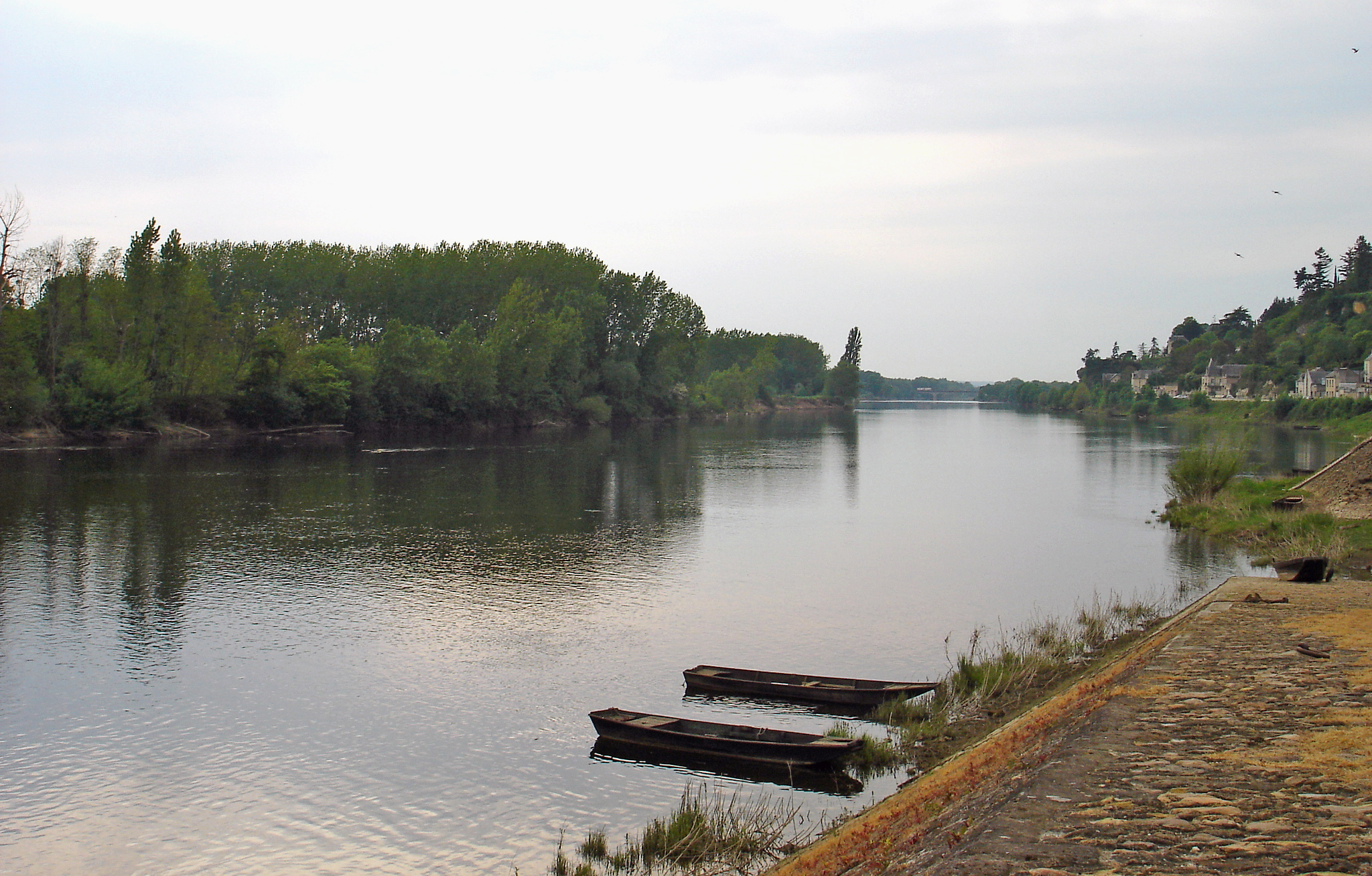
Vienne w Chinon

Główne dopływy
- lewe: Clain
- prawe: Creuse

Ważniejsze miejscowości nad VienneEymoutiers, Limoges, Aixe-sur-Vienne, Saint-Junien, Confolens, Isle-Jourdain, Chauvigny, Châtellerault, Chinon.